# شارميان لندن
شارميان لندن (بالإنجليزية: Charmian London)‏ هي كاتبة سير وكاتِبة أمريكية، ولدت في 27 نوفمبر 1871 في لوس أنجلوس في الولايات المتحدة، وتوفيت في 14 يناير 1955 في Glen Ellen, California ‏ في الولايات المتحدة.